# 後藤大秀
後藤 大秀（ごとう だいしゅう、1929年 - 2020年9月9日、後藤 秀美でも活動 ）は昭和・平成時代のからくり人形師。

## 概要
現在、日本で本格的な「からくり人形師」として活動しているのは、九代目玉屋庄兵衛ほか数名しかおらず、後藤大秀はその一人である。
全国的に知られた大垣祭、大津祭といった祭りの、「山車からくり（だしからくり）」の完全復元や修復を多く手がける。（この場合の復元とは、昔の人形を基に全く同じ姿形の人形を新しく制作する事。修復とは、昔の人形の破損した箇所だけを作り直す事。）なかでも、大垣祭の相生山「神主友成」復元制作では、昔の人形はすでに紛失しており、古い写真一枚と古老の証言のみを基に制作をした。
からくり人形は頭・首・手・足・胴・胴串等から出来ており、頭・首・手・足には木曽檜、胴には桜、軸は樫、ピンは竹、滑車類はツゲといった木材を、バネには鯨のヒゲを使用する。昔と変わらぬ道具や材料を使用して、人形一体を制作するのに一年はかかる。
後藤大秀の作品は、「能面打ち」でつちかった髪や目の線描きと、深い色合いの彩色や、「宮大工」でつちかった木工技術による、複雑なからくり仕掛けが特長である。

## 略歴
- 1929年 愛知県一宮市に生まれる〔本名、秀美（ひでみ）。父は指物大工である。甥は日本画家の後藤仁〕。その後、岐阜県大垣市に移る。
- 1948年 工匠の小寺浅之助に堂宮建築（宮大工）を学び、のち数寄屋建築（茶室）を手がける。
- 1980年 能面打ちの東安春に師事し、能面打ち修行をする。
- 1984年より、からくり人形復元制作を始める。名古屋市戸田まつりの四之割「宙吊り小唐子」「肩車大唐子」「采振り童子（ざいふりどうじ）」復元制作。
- 1988年 大垣市市展賞受賞。
- 1991年より、名古屋市筒井町天王祭の神皇車（じんこうしゃ）「神功皇后（じんぐうこうごう）」「武内宿禰（たけのうちのすくね）」「面かぶり巫女」「采振り童子」復元制作。
- 1992年 大垣市東地区センター能面の会　講師。
- 1994年より、大垣祭の相生山「神主友成」「住吉明神」「尉」「姥」復元制作。
- 1998年 大垣市教育功労賞受賞。
- 1999年 大垣市美術家協会理事。第14回国民文化祭（岐阜県高山市）で、からくり人形の制作実演。大垣祭の愛宕山「武内宿禰」「神官人形（狂言師人形）」復元制作。
- 2000年 大垣市市展審査員。
- 2001年 大津祭の竜門滝山「鯉」復元制作。大垣祭の浦嶋山・布袋山「采振り童子」復元制作。
- 2003年より、名古屋市広井神明社祭の二福神車（にふくじんしゃ）「恵比寿人形」「大黒人形」「采振り童子」復元制作。
- 2005年 岐阜県神戸町町展　審査員。
- 2007年 大垣祭り出軕運営委員会　功労賞受賞。「後藤大秀　からくり人形・能面展」（名古屋市博物館）[7][8][9]。
- 2009年 大垣祭の布袋山「倒立唐子人形」復元制作。「全国山・鉾・屋台保存連合会　人形関係修理技術者」認定（全国で３名のみ認定、後に１名追加認定）。
- 2014年 常滑市大野橋詰町 尾張大野祭の紅葉車（こうようしゃ）「逆立ち唐子」「采振り童子」復元制作[10]。
- 2015年 大垣祭が「国重要無形民俗文化財」指定。
- 2016年 大垣祭、亀崎潮干祭が「ユネスコ無形文化遺産」登録決定[11]。
- 2017年 岐阜県伝統文化継承功績者。
- 2018年 大垣市功労章。「後藤仁　日本画・絵本原画／後藤大秀　からくり人形展」（赤穂市立田淵記念館）[12]。
- 2020年9月9日、死去。

### その他
- 後藤大秀が修復した人形のある山車。

大垣祭の菅原山、榊山、愛宕山、神楽山（三輌山）。大津祭の郭巨山。名古屋市戸田まつりの一之割、三之割、五之割。羽島市竹鼻まつりの福江町・上町の山車。大垣市綾野祭の猩々山。半田市亀崎潮干祭の東組宮本車。津島市津島秋祭の麩屋町車、池町車　等。
- 名古屋まつりには、筒井町天王祭の神皇車と広井神明社祭の二福神車が登場する。
- 後藤大秀のからくり人形作品は、名古屋市博物館、神皇車保存会、トヨタ産業技術記念館（名古屋市）等に収蔵されている[8][9]。